# RHAG
RHAG (англ. Rh-associated glycoprotein; CD241) — мембранный белок из семейства транспортёров растворённых веществ, переносчик аммония, продукт гена RHAG. Мутации гена RHAG могут приводить к наследственному стоматоцитозу.

## Функции
Антигены групп крови Резус-фактор связаны с белками эритроцитарной мембраны молекулярной массой около 30 кДа, поэтому называются полипептиды Rh30. Мембранные белки с различным уровнем гликозилирования и молекулярной массой 50 и 45 кДа называются гликопротеины Rh50. Последние ко-преципитируют вместе с полипептидами Rh30 в процессе иммунопреципитации как моно-, так и поликлональными антителами к Rh. Антигены Rh существуют как мультисубъединичный комплекс, в который входят CD47, LW, гликофорин B, и играет важную роль в гликопротеине Rh50.
RHAG ассоциирован с экспрессией антигена Резус-фактора. Может входить в олигомерный комплекс, который осуществляет функции транспортёра или канала в мембране эритроцитов. Участвует в транспорте аммония через эритроцитарную мембрану. Видимо, участвует в транспорте моновалентных катионов.

## Взаимодействия
RHAG взаимодействует с ANK1.